# André Béhotéguy
André Béhotéguy (* 19. Oktober 1900 in Bayonne; † 14. Juli 1960 in Nizza) war ein französischer Rugby-Union-Spieler. Der nur 1,66 Meter kleine und ca. 69 Kilogramm schwere Innendreiviertel wurde neunzehnfacher französischer Nationalspieler. Mit der XV de France gewann er 1924 die Silbermedaille beim olympischen Rugbyturnier. Zudem wurde er mit seinem Club Aviron Bayonnais 1922 und 1923 französischer Vizemeister.
Béhotéguy spielte in der französischen Meisterschaft für Bayonne und US Cognac. Für die Nationalmannschaft kam er 1923 gegen England zu seinem ersten und 1929 ebenfalls gegen England zu seinem 19. und letzten Einsatz. Er war mehrfacher Kapitän der XV de France, so 1927 beim ersten Sieg Frankreichs gegen England überhaupt, sowie gegen Deutschland, bei deren ersten Länderspiel überhaupt.
Neben dem Rugby war Béhotéguy auch in anderen Sportarten erfolgreich. So wurde er französischer Rudermeister und vertrat Frankreich bei internationalen Leichtathletikwettbewerben.
Sein Bruder Henri Béhotéguy war ebenfalls französischer Rugbynationalspieler. 1928 kamen sie bei fünf Testspielen zusammen zum Einsatz.